# James Hook (kompozytor)
James Hook (ur. 3 czerwca 1746 w Norwich, zm. 1827 w Boulogne-sur-Mer) – brytyjski kompozytor i organista.

## Życiorys
Pochodził z rodziny rzemieślniczej. Już jako dziecko wykazywał uzdolnienia muzyczne, w wieku 8 lat napisał operę balladową. Od 11. roku życia zarabiał na utrzymanie kopiując nuty i występując na koncertach. Uczył się u Thomasa Garlanda, organisty katedry w Norwich. Około 1764 roku przeniósł się do Londynu, gdzie początkowo utrzymywał się grając na organach w miejscach publicznych. Za utwór Parting Catch otrzymał w 1765 roku nagrodę przyznawaną przez The Noblemen and Gentlemen Catch Club. Występował w Marylebone Gardens (1769–1773) i Vauxhall Gardens (1774–1820). Cieszył się powszechnym uznaniem w towarzystwie nie tylko jako muzyk, ale także ze względu na swoje przymioty osobiste, był mistrzem kalamburu. Uczył prywatnie gry na klawesynie i organach. Opublikował podręcznik Guida di musica (2 części, 1785 i 1794).
Był przedstawicielem stylu galant, naśladował twórczość Josepha Haydna. Jego utwory instrumentalne, pisane w pośpiechu na liczne zamówienia, miały jedynie doraźne znaczenie i nie posiadają większej wartości. Zasłynął przede wszystkim jako autor popularnych, żartobliwych piosenek w stylu catch i glee. Pisał też muzykę do sztuk scenicznych: oper, fars i pantomim.